# Досрочные парламентские выборы в Каталонии (2015)
Выборы в Парламент Каталонии состоялись в Каталонии 27 сентября 2015 года.

## Процедуры выборов
Голосование в 135-местный парламент осуществляется тайно на основе всеобщего избирательного права. В Каталонии выделяют четыре многомандатных избирательных округа —- Барселона (85 кресел), Таррагона (18), Жирона (17) и Лерида (15). По итогам выборов депутатские кресла распределяются между списками кандидатов пропорционально голосам, поданным за списки кандидатов.

## Результаты
| Округ     | Конвергенция | Конвергенция | Граждане | Граждане | Социалисты | Социалисты | Республиканцы | Республиканцы | Народная партия | Народная партия | Народное единство | Народное единство |   |
| Округ     | %            | М            | %        | М        | %          | М          | %             | М             | %               | М               | %                 | М                 |   |
| --------- | ------------ | ------------ | -------- | -------- | ---------- | ---------- | ------------- | ------------- | --------------- | --------------- | ----------------- | ----------------- | - |
| Округ     | Барселона    | 36,1         | 32       | 18,8     | 17         | 13,7       | 12            | 10,1          | 9               | 8,8             | 8                 | 8,3               | 7 |
| Жирона    | 56,1         | 11           | 12,5     | 2        | 8,7        | 1          | 4,8           | 1             | 5,9             | 1               | 8,6               | 1                 |   |
| Лерида    | 55,2         | 10           | 11,6     | 2        | 8,4        | 1          | 4,3           | −             | 7,3             | 1               | 8,2               | 1                 |   |
| Таррагона | 41,6         | 9            | 19,4     | 4        | 11,8       | 2          | 6,5           | 1             | 8,9             | 1               | 7,4               | 1                 |   |
| Всего     | 39,6         | 62           | 17,9     | 25       | 12,7       | 16         | 8,9           | 11            | 8,5             | 11              | 8,2               | 10                |   |